# Aziatische kampioenschappen schaatsen 2014
De Aziatische kampioenschappen schaatsen 2014 werden op 11 en 12 januari verreden in het ”Hooglandsportcentrum” in Tomakomai, prefectuur Hokkaido, Japan. Deze kampioenschappen betroffen alleen de individuele afstanden, bij de mannen de 2x500m, 1000m, 1500m, 5000m en 10.000m en bij de vrouwen de 2x500m, 1000m, 1500m, 3000m en 5000m.
Tegelijkertijd werd er een regionale juniorenwereldbeker georganiseerd en de vijftiende editie van het Aziatisch kwalificatietoernooi voor deelname aan de WK allround. Hiervoor golden de tijden bij deelname op een individuele afstand tevens voor het klassement.
De winnaars van het allroundtoernooi 2013 in het Chinese Changchun waren de Zuid-Koreaan Lee Seung-hoon bij de mannen en de Japanse Masako Hozumi bij de vrouwen.

## Kampioenschappen

### Mannen
| Afstand | Goud             | Zilver            | Brons             |
| ------- | ---------------- | ----------------- | ----------------- |
| 2×500m  | Tsubasa Hasegawa | Bai Qiuming       | Twee deelnemers   |
| 1000m   | Makato Oowada    | Tsubasa Hasegawa  | Bai Qiuming       |
| 1500m   | Shota Nakamura   | Maksim Baklasjkin | Hiroki Abe        |
| 5000m   | Dmitri Babenko   | Liu Yiming        | Yang Fan          |
| 10.000m | Sun Longjiang    | Hiroki Abe        | Maksim Baklasjkin |

### Vrouwen
| Afstand | Goud          | Zilver            | Brons          |
| ------- | ------------- | ----------------- | -------------- |
| 2×500m  | Yu Jing       | Zhang Hong        | Kie Nagata     |
| 1000m   | Zhang Hong    | Li Dan Kie Nagata | -              |
| 1500m   | Zhao Xin      | Miho Takagi       | Li Qishi       |
| 3000m   | Masako Hozumi | Miho Takagi       | Zhao Xin       |
| 5000m   | Masako Hozumi | Shoko Fujimura    | Nana Takahashi |

## WK kwalificatie
Tussen haakjes de klasseringen in onderlinge competitie.

### Mannen
| Rang   | Schaatser         | Land       | Punten  | 500m      | 5000m       | 1500m       | 10.000m      |
| ------ | ----------------- | ---------- | ------- | --------- | ----------- | ----------- | ------------ |
| Goud   | Dmitri Babenko    | Kazachstan | 161,345 | 38,51 (4) | 7.01,40 (1) | 1.52,49 (1) | 14.23,98 (1) |
| Zilver | Yang Fan          | China      | 162,717 | 38,07 (2) | 7.05,42 (3) | 1.53,54 (2) | 14.45,19 (3) |
| Brons  | Sun Longjiang     | China      | 163,665 | 38,22 (3) | 7.06,14 (4) | 1.56,66 (6) | 14.38,90 (2) |
| 4      | Hiroki Abe        | Japan      | 165,145 | 38,80 (5) | 7.07,45 (5) | 1.56,45 (5) | 14.55,69 (4) |
| 5      | Maksim Baklasjkin | Kazachstan | 166,638 | 38,98 (8) | 7.14,04 (7) | 1.56,24 (4) | 15.10,08 (5) |
| -      | Liu Yiming        | China      |         | 38,95 (7) | 7.02,98 (2) | 1.56,94 (7) | dq           |
| -      | Shane Williamson  | Japan      |         | 39,12 (9) | 7.09,21 (6) | 1.57,12 (8) |              |
| -      | Shota Nakamura    | Japan      |         | 37,95 (1) | 7.27,70 (9) | 1.54,89 (3) |              |
| -      | Joo Hyung-Joon    | Zuid-Korea |         | 38,82 (6) | 7.22,36 (8) |             |              |

### Vrouwen
| Rang   | Schaatsster    | Land       | Punten  | 500m      | 3000m          | 1500m       | 5000m          |
| ------ | -------------- | ---------- | ------- | --------- | -------------- | ----------- | -------------- |
| Goud   | Miho Takagi    | Japan      | 174,030 | 40,31 (1) | 4.29,92 (2)    | 2.03,98 (2) | 7.54,08 (3)    |
| Zilver | Zhao Xin       | China      | 175,219 | 40,79 (2) | 4.32,07(3)     | 2.03,71 (1) | 7.58,51 (6)    |
| Brons  | Li Qishi       | China      | 178,002 | 41,66 (3) | 4.39,70 (7) pr | 2.05,95 (3) | 7.57,43 (5) pr |
| 4      | Liu Jing       | China      | 178,191 | 41,99 (4) | 4.36,92 (5)    | 2.07,71 (5) | 7.54,78 (4)    |
| 5      | Shoko Fujimura | Japan      | 178,310 | 44,23 (7) | 4.34,77 (4)    | 2.06,94 (4) | 7.39,72 (1)    |
| 6      | Nana Takahashi | Japan      | 179,276 | 42,95 (5) | 4.39,59 (6)    | 2.07,84 (6) | 7.51,45 (2)    |
| -      | Kim Bo-reum    | Zuid-Korea |         | 43,55 (6) | 4.40,84 (8)    | 2.16,46 (7) |                |
| -      | Masako Hozumi  | Japan      |         | dq        | 4.23,71 (1)    | dq          |                |

### Startplaatsen
Vanaf het WK allround van 1999 is het aantal deelnemers hieraan door de ISU op 24 vastgesteld. De startplaatsen werden voortaan per continent verdeeld. Op basis van de uitslagen van het WK allround 2013 verwierf Azië drie startplaatsen bij de mannen en vijf startplaatsen bij de vrouwen voor het WK allround 2014. De startplaatsen worden aan een land toegekend en hebben daardoor de mogelijkheid een andere deelnemer in te zetten. Deze startplaatsen werden als volgt verdeeld:
|         | 3     | 2     | 1          |
| ------- | ----- | ----- | ---------- |
| Mannen  |       | China | Kazachstan |
| Vrouwen | China | Japan |            |

1994 Sapporo · 
1995 Ulaanbaatar · 
1997 Obihiro · 
1998 Obihiro · 
2000 Ulaanbaatar · 
2001 Harbin · 
2004 Chuncheon · 
2005 Ikaho · 
2007 Changchun · 
2008 Shenyang · 
2009 Tomakomai · 
2010 Obihiro · 
2011 Harbin · 
2012 Astana · 
2013 Changchun · 
2014 Tomakomai · 
2015 Changchun